# British Ice Hockey Hall of Fame
La British Ice Hockey Hall of Fame venne fondata nel 1948 ed è la terza più antica Hall of fame di hockey su ghiaccio al mondo dopo quella russa (anch'essa nata nel 1948) e dopo la International Hockey Hall of Fame (1943).
La Hall onora quelle persone che hanno contribuito in modo speciale alla diffusione dell'hockey su ghiaccio nel Regno Unito.  Ospita inoltre collezioni di memorabilia su significativi cobtributi di atleti, allenatori, arbitri e dirigenti.
La fondazione avvenne, come detto sopra, nel 1948, su iniziativa del settimanale Ice Hockey World. Quando questi cessò la produzione nel 1958, anche la Hall interruppe la propria attività, riprendendo solo nel 1986 per mano della British Ice Hockey Writer's Association, oggi chiamata Ice Hockey Journalists UK (IHJUK).
Un sotto-comitato della IHJUK si riunisce una volta all'anno per selezionare una lista di possibili persone da introdurre. Per entrarvi un individuo deve aver contribuito con un "servizio eccezionale all'hockey su ghiaccio britannico".